# Schützen am Gebirge
Schützen am Gebirge (ungarisch Sérc, kroatisch Česno, ugs.: Gschias) ist eine österreichische Gemeinde im Bezirk Eisenstadt-Umgebung im Burgenland mit 1447 Einwohnern (Stand 1. Jänner 2024).

## Geografie
Schützen am Gebirge ist eine Talsiedlung an der Wulka und der einzige Ort der Gemeinde. Nordöstlich von Schützen befindet sich die Ortslage Jagdschloss Esterházy. Rund um das Jagdschloss befindet sich ein privates Jagdgebiet, der Fürstlich Esterházy’sche Tiergarten, der von einer 17 Kilometer langen Mauer umgeben ist – der längsten des Burgenlandes. Das Gemeindegebiet hat Anteil am Ruster Hügelland, an der Pforte zwischen dem Eisenstädter Becken und dem Becken des Neusiedler Sees und am Leithagebirge. Im Westen des Ortes entsprang einst eine kalte Schwefel-Quelle. Sie versiegte 1971, nachdem bei Grabungsarbeiten im Zuge der Ortskanalisierung die unterirdische Wasserader beschädigt wurde (s. #Geschichte).

### Nachbargemeinden
|       | Au am Leithaberge (BL)                      | Donnerskirchen |
|       | Kompassrose, die auf Nachbargemeinden zeigt |                |
| Oslip |                                             | Oggau          |

## Geschichte
Vor Christi Geburt war das Gebiet Teil des keltischen Königreiches Noricum und gehörte zur Umgebung der keltischen Höhensiedlung Burg auf dem Schwarzenbacher Burgberg. Später unter den Römern lag das heutige Schützen dann in der Provinz Pannonia.

### Anfänge
Die erste urkundliche Erwähnung von Lvev (= Lövö; ungarisch für Schützen) stammt aus dem Jahr 1211, bezieht sich allerdings auf eine Wüstung im Süden des heutigen Gemeindegebietes. Im Jahr 1317 gab es bereits ein oberes Schützen (ungarisch Felsö Lövö), was die Existenz eines zweiten, unteren Schützens nahelegt. Dies ist auch durch eine Urkunde aus dem Jahr 1399 belegt, in der beide als „Zubehör“ der Burg Oslip genannt werden.
Etwa um die Jahrhundertwende verödeten offensichtlich beide Orte, denn im Jahr 1403 befand sich auf deren Gebiet das neue Dorf Gschies oder Gschieß, das sich zum heutigen Schützen entwickelte. Dieser Name taucht erstmals in einer Urkunde von 1390 auf.
Um 1500 war der Ort beinahe verödet, und die einstige Bevölkerungszahl wurde erst 1527 wieder erreicht. Doch schon 1529 brach mit dem ersten Türkenkrieg ein weiteres Übel über Gschieß herein, da es aufgrund seiner strategischen Lage mehrmals von den Türken verwüstet wurde.

### Frühe Neuzeit
Zur Zeit der Reformation schloss sich der damalige Ortspfarrer einer protestantischen Gruppierung an und konnte sich trotz der Gegenreformation bis 1584 halten, obwohl bereits zwei Jahre zuvor ein katholischer eingesetzt wurde. Auch die Gemeinde war zu dieser Zeit gespalten.
1605 kamen die Türken im Rahmen der Bocskai-Rebellion zurück und steckten neben Gschieß auch zahlreiche andere Dörfer um den Neusiedler See in Brand. Dabei richteten sie im Ort ein wahres Blutbad an; beispielsweise ist belegt, dass eine Mutter samt ihrem Kind in der Kirche verbrannte. Mit dem Frieden von Wien im Jahr 1606 hielt die Normalität wieder Einzug.
Erst 1683 kamen die Türken im Rahmen der Zweiten Wiener Türkenbelagerung zurück, doch dieses Mal hatte sich die Ortsbevölkerung rechtzeitig in Sicherheit gebracht. Gschieß selbst wurde erneut verwüstet – alle drei Altäre der Kirche wurden durch Feuer zerstört.
Da sich Gschieß im Besitz der katholischen Fürsten Esterházy befand, plünderten die Kuruzen 1705 den Ort. Obwohl diese bis 1706 von den kaiserlichen Truppen vertrieben worden waren, streiften in der Folge Räuberbanden durch die Gegend. Während dieser Kriege brach mehrmals die Pest im Ort aus: in den Jahren 1644, 1646, 1653, 1679 und 1713.

### Moderne
Vom 11. Juli bis zum 10. November 1809 war Gschieß von französischen Truppen besetzt. Während der Napoleonischen Kriege marschierten immer wieder Armeen durch die Gemeinde, das letzte Mal am 5. Dezember 1810.
Im Revolutionsjahr 1848 wurde die so genannte Erbuntertänigkeit aufgehoben; und im Jahr 1852 entstand das erste Grundbuch der Gemeinde. In dieses wurden die Bauern als Eigentümer eingetragen.
Nach dem Ausgleich mit Ungarn gehörte Gschieß zur ungarischen Reichshälfte und musste aufgrund der Magyarisierungspolitik den ungarischen Namen Sercz annehmen; dieser ist nichts anderes als die ungarische Übersetzung des vorherigen. Trotzdem wurden bis 1906 die Sitzungsprotokolle des Gemeinderats in deutscher Sprache verfasst, danach erst gelang es den Behörden, das Ungarische gegen den Widerstand der Bevölkerung durchzusetzen. Auch danach stellte sich der Gemeinderat, wann auch immer möglich, den Plänen der ungarischen Regierung in den Weg: So wurde beispielsweise noch am 10. Februar 1910 die Aufforderung des Komitates Ödenburg, in den Landesverband der Gemeinden Ungarns einzutreten, einstimmig abgelehnt.

Das damalige Gschiesz (links oben) und seine Umgebung am ausgetrockneten Neusiedler See, um 1873 (Aufnahmeblatt der Landesaufnahme)

### Das große Feuer
Am 31. Juli 1911 brach das schlimmste Feuer in der Geschichte des Ortes aus. Dessen Ausbreitung geschah so rasch, dass niemand daran dachte, etwas anderes als das nackte Leben zu retten. Die Feuerwehren von zehn Gemeinden kamen Sercz zu Hilfe, doch es war vergebens: Vom Ort blieb nur noch ein Trümmerhaufen übrig. Selbst die Obstbäume wurden ein Raub der Flammen, und von 227 Wohnhäusern blieben nur 67 verschont. Insgesamt hat das Feuer, das beim Spielen von Kindern mit Streichhölzern ausgebrochen sein soll, nach damaligen Schätzungen einen Schaden von nahezu einer Million Kronen angerichtet.
In der Folge war die Not so groß, dass die Behörden eine Hilfsaktion einleiten mussten. Der Gemeinderat ließ in den umliegenden Gemeinden eine Sammlung durchführen, um Mittel für den Wiederaufbau heranzuschaffen. Auch nach dem Brand setzte sich das Unglück der Abbrandler von Gschieß fort: Die obdachlosen Bewohner wurden von Regen und Hagel geplagt. Doch der Wiederaufbau brachte auch 300 bis 400 Handwerkern Arbeit.

### Erster Weltkrieg und Zwischenkriegszeit
Im Ersten Weltkrieg, der von 1914 bis 1918 dauerte, hatte die Gemeinde 58 Gefallene und 17 Vermisste zu beklagen.
1920 setzte eine große Teuerung ein, da viele Lebensmittel nach Österreich, wo eine Hungersnot herrschte, geschmuggelt wurden. Daraufhin verknappten sich auch die eigenen Reserven, wodurch die Preise auf das Vierfache stiegen. Gegen die Abtrennung des Burgenlandes von Ungarn legte der Gemeinderat schriftlich Protest ein. Die Einwohner fürchteten vor allem, dass Ungarn im Falle eines Anschlusses an Österreich die Getreidelieferungen verweigern und sie dem Hunger aussetzen würde. 1921 besetzten ungarische Freischärler den Ort, mussten dann aber der Gegenwehr weichen.
In der Folge wurden die Eingriffe, die von der Magyarisierungspolitik der vergangenen Jahrzehnte her rührten, rückgängig gemacht. Die Sitzungsprotokolle des Gemeinderates wurden wieder in deutscher Sprache abgefasst, und die Gemeinde erhielt vorerst ihren früheren Namen Gschieß zurück. Am 9. Juni 1924 bewilligten die Behörden schließlich die Umbenennung des Ortes in seinen heutigen Namen Schützen am Gebirge; fast zwei Jahre nachdem der Gemeinderat den Antrag einstimmig angenommen hatte. Die Umbenennung war ein Wunsch der Bewohner, da mit dem alten Namen Gschieß sehr viel Spott getrieben worden war.

### Nationalsozialismus und Zweiter Weltkrieg
1938, nach dem Anschluss Österreichs an Hitlerdeutschland kam es zu radikalen Veränderungen: Die Organe der Gemeinde wurden bis zum Ende der Naziherrschaft nicht mehr gewählt, sondern von der NSDAP bestellt. Zusätzlich wurde ein Reichsarbeitsdienstlager im Ort eingerichtet, wodurch die Einwohnerzahl in die Höhe schnellte.
Gegen Ende des Zweiten Weltkriegs wurde Schützen am Gebirge von den Nazis zur Festung ausgebaut. Dazu wurden zunächst mehrere Panzersperren in und um den Ort errichtet. Als die Rote Armee im März 1945 näherrückte, wurde außerdem noch die Wulkabrücke gesprengt. Zu diesem Zeitpunkt befanden sich mehrere Einheiten der Waffen-SS und etwa 60 Volkssturm-Männer in der Gemeinde, die den Sowjettruppen Widerstand leisteten.
Insgesamt fielen beim Kampf um Schützen etwa 200 Angehörige der Roten Armee; die Zahl der deutschen Gefallenen ist nicht bekannt. Im Ort selbst hinterließ das Gefecht deutliche Spuren: Zahlreiche Häuser wurden von der sowjetischen Artillerie in Brand geschossen; auch der Kirchturm, in dem sich deutsche Scharfschützen verschanzt hatten, wurde mehrfach getroffen. Am 1. April 1945 um 15 Uhr hatte die Rote Armee Schützen vollständig erobert. Insgesamt hatte der Krieg 45 Schütznern das Leben gekostet; 46 wurden vermisst.

### Nachkriegszeit bis Gegenwart
Die Ortsbevölkerung litt auch nach der Befreiung, wie anderswo plünderten die sowjetischen Soldaten den Ort und vergewaltigten zahlreiche Frauen. Obwohl diese Phase nur wenige Tage lang andauerte, machten sich die Russen dadurch auf Dauer verhasst. Erst im Jahr 1955, in dem Österreich mit dem Staatsvertrag seine Freiheit wiedererlangte, zogen die Besatzer ab.
Der mühsame Wiederaufbau dauerte Jahre. Am 26. November 1950 fanden, noch unter russischer Besatzung, die ersten freien Gemeinderatswahlen seit langem statt. Die überwiegend landwirtschaftliche Bevölkerung begann damit, mit den verbliebenen Geräten eine neue Existenz aufzubauen. Bis etwa 1960 lebte der Großteil der Einwohner von Land- und Viehwirtschaft.
Mit dem beginnenden wirtschaftlichen Aufschwung der 1960er-Jahre änderte sich das schlagartig: Der Ackerbau begann, sich auf wenige Betriebe zu konzentrieren, die die erforderlichen Traktoren und Zusatzgeräte besaßen. Auch die Viehhaltung ging rasant zurück: Von anfänglich über 500 Pferden und Rindern blieben nur wenige übrig, und 1970 verschwand die letzte Kuh des Ortes.
Der Weinbau gewann immer mehr an Bedeutung, und die dafür zur Verfügung gestellte Fläche war bis 1986 ständig im Wachsen begriffen. Der Preisverfall der 1980er-Jahre und insbesondere der Glykolwein-Skandal 1985 setzte den Winzern aber immer mehr zu, und viele Söhne waren nicht bereit, den Betrieb ihrer Eltern weiterzuführen. So sank die Weinbaufläche in Schützen seither wieder kontinuierlich.
Der 1967 vom Gemeinderat gefasste Beschluss, das gesamte Ortsgebiet zu kanalisieren, wurde ab 1968 in die Tat umgesetzt. Dabei wurde am 24. Juni 1971 bei Grabungsarbeiten die Wasserader beschädigt, die den so genannten Schwefelbrunnen, eine seit Jahrhunderten bekannte Heilquelle, versorgte. Seit diesem Tag ist die Quelle versiegt. Im Anschluss daran wurden die Straßen asphaltiert und mit Gehsteigen versehen, was das Ortsbild nachhaltig veränderte.

## Kultur und Sehenswürdigkeiten

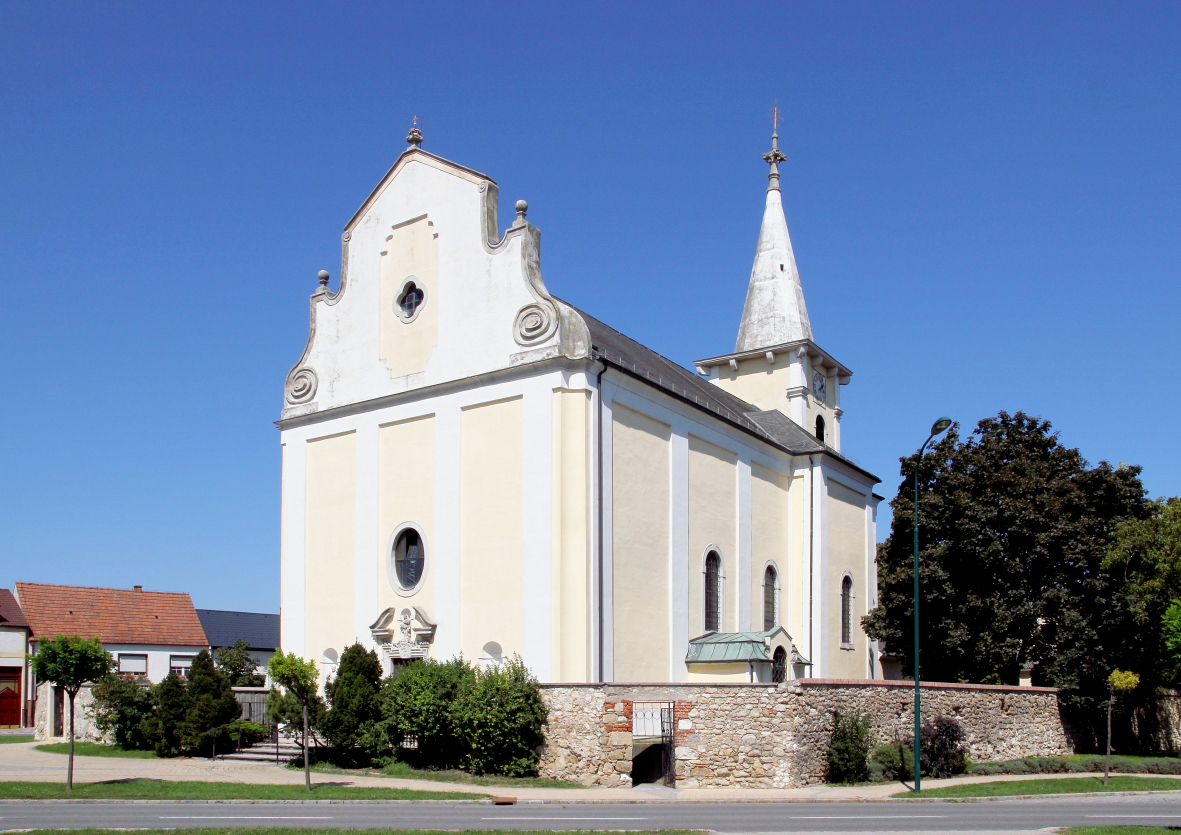
Pfarrkirche Schützen am Gebirge

- Katholische Pfarrkirche Schützen am Gebirge hl. Maria Magdalena: Die Pfarrkirche ist ein barocker Bau mit einem Hochaltar aus späterer Zeit. Entlang der Kirchhofmauer sind Grabsteine aus dem 17. Jahrhundert erhalten.
- Ruine des Jagdschlosses: Das 1794 erbaute Jagdschloss wurde von einer Privatperson gekauft und renoviert.
- Schwefelbrunnen: Renovierter Brunnen der versiegten Heilquelle
- Bildstöcke: Im Gemeindegebiet befinden sich mehrere Bildstöcke.
- Panzergraben: Seit Herbst 2014 kann im nordwestlichen Gemeindegebiet ein wiederhergestellter Abschnitt des Panzergrabens besichtigt werden. Als Teil des Südostwalls führte er auf Schützener Gebiet in einem Zickzackverlauf von den Hängen des Leithagebirges (Tiergarten) durch die Ried Kreutmais, Iseläcker und Straßäcker bis vor das Dorf, querte beim heutigen Haus Eisenstädter Straße 92 die ehemalige Bundesstraße und verlief, am Bahnhof vorbei bis zum Eisbach.[4]

## Wirtschaft und Infrastruktur
- Schützen am Gebirge verfügt über eine Ortsumfahrung in Form der Burgenland Straße (B 50).
- Schützen ist mit der Pannoniabahn an die Ostbahn angeschlossen.

## Politik

### Gemeinderat

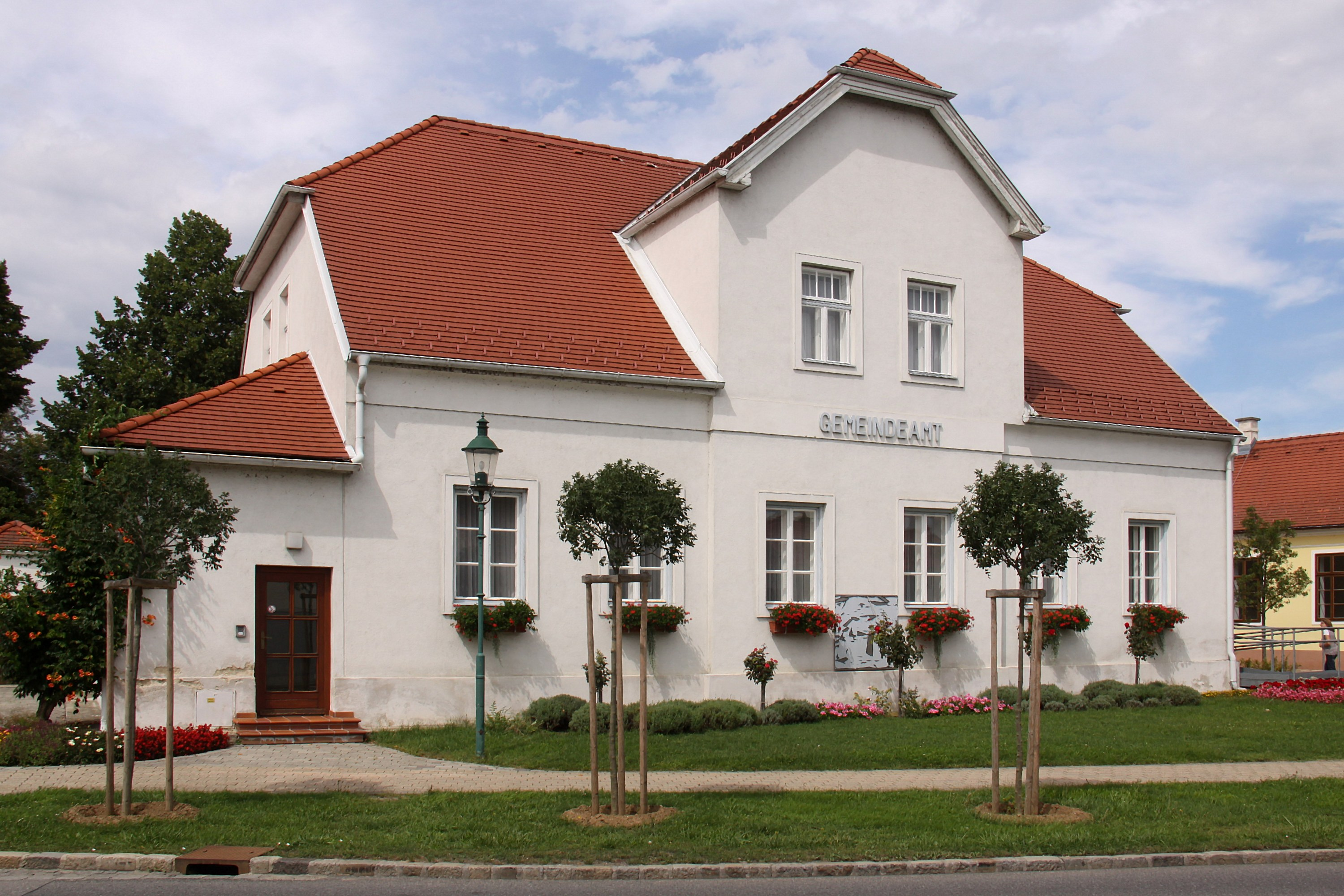
Gemeindeamt Schützen am Gebirge

Der Gemeinderat hat aufgrund der Einwohnerzahl aktuell 19 Mitglieder (Stand 2018).

#### Ergebnisse der Gemeinderatswahlen seit 1982
| Partei               | 2022             | 2022             | 2022             | 2017             | 2017             | 2017             | 2012             | 2012             | 2012             | 2007             | 2007             | 2007             | 2002             | 2002             | 2002             | 1997             | 1997             | 1997             | 1992             | 1992             | 1992             | 1987             | 1987             | 1987             | 1982             | 1982             | 1982             |
| Partei               | Sti.             | %                | M.               | Sti.             | %                | M.               | Sti.             | %                | M.               | Sti.             | %                | M.               | Sti.             | %                | M.               | Sti.             | %                | M.               | Sti.             | %                | M.               | Sti.             | %                | M.               | Sti.             | %                | M.               |
| -------------------- | ---------------- | ---------------- | ---------------- | ---------------- | ---------------- | ---------------- | ---------------- | ---------------- | ---------------- | ---------------- | ---------------- | ---------------- | ---------------- | ---------------- | ---------------- | ---------------- | ---------------- | ---------------- | ---------------- | ---------------- | ---------------- | ---------------- | ---------------- | ---------------- | ---------------- | ---------------- | ---------------- |
| ÖVP                  | 521              | 54,27            | 10               | 598              | 67,5             | 13               | 459              | 43,9             | 8                | 436              | 41,8             | 8                | 587              | 61,1             | 12               | 496              | 55,5             | 11               | 505              | 58,2             | 11               | 547              | 59,5             | 9                | 485              | 53,2             | 8                |
| SPÖ                  | 439              | 45,73            | 9                | 288              | 32,5             | 6                | 331              | 31,6             | 6                | 314              | 30,1             | 6                | 334              | 34,8             | 7                | 285              | 31,9             | 6                | 293              | 34,1             | 6                | 310              | 33,7             | 5                | 352              | 38,6             | 6                |
| FPÖ                  | nicht kandidiert | nicht kandidiert | nicht kandidiert | nicht kandidiert | nicht kandidiert | nicht kandidiert | nicht kandidiert | nicht kandidiert | nicht kandidiert | nicht kandidiert | nicht kandidiert | nicht kandidiert | 40               | 4,2              | 0                | 112              | 12,5             | 2                | 62               | 7,2              | 2                | 62               | 6,7              | 1                | nicht kandidiert | nicht kandidiert | nicht kandidiert |
| uBf                  | nicht kandidiert | nicht kandidiert | nicht kandidiert | nicht kandidiert | nicht kandidiert | nicht kandidiert | 256              | 24,5             | 5                | 269              | 25,8             | 5                | nicht kandidiert | nicht kandidiert | nicht kandidiert | nicht kandidiert | nicht kandidiert | nicht kandidiert | nicht kandidiert | nicht kandidiert | nicht kandidiert | nicht kandidiert | nicht kandidiert | nicht kandidiert | nicht kandidiert | nicht kandidiert | nicht kandidiert |
| FBL                  | nicht kandidiert | nicht kandidiert | nicht kandidiert | nicht kandidiert | nicht kandidiert | nicht kandidiert | nicht kandidiert | nicht kandidiert | nicht kandidiert | 23               | 2,2              | 0                | nicht kandidiert | nicht kandidiert | nicht kandidiert | nicht kandidiert | nicht kandidiert | nicht kandidiert | nicht kandidiert | nicht kandidiert | nicht kandidiert | nicht kandidiert | nicht kandidiert | nicht kandidiert | nicht kandidiert | nicht kandidiert | nicht kandidiert |
| Freie Liste Schützen | nicht kandidiert | nicht kandidiert | nicht kandidiert | nicht kandidiert | nicht kandidiert | nicht kandidiert | nicht kandidiert | nicht kandidiert | nicht kandidiert | nicht kandidiert | nicht kandidiert | nicht kandidiert | nicht kandidiert | nicht kandidiert | nicht kandidiert | nicht kandidiert | nicht kandidiert | nicht kandidiert | nicht kandidiert | nicht kandidiert | nicht kandidiert | nicht kandidiert | nicht kandidiert | nicht kandidiert | 75               | 8,2              | 1                |
| Wahlberechtigte      | 1297             | 1297             | 1297             | 1221             | 1221             | 1221             | 1237             | 1237             | 1237             | 1200             | 1200             | 1200             | 1198             | 1198             | 1198             | 1085             | 1085             | 1085             | 1035             | 1035             | 1035             | 994              | 994              | 994              | 967              | 967              | 967              |
| Wahlbeteiligung      | 81,96 %          | 81,96 %          | 81,96 %          | 84,28 %          | 84,28 %          | 84,28 %          | 92,32 %          | 92,32 %          | 92,32 %          | 89,08 %          | 89,08 %          | 89,08 %          | 87,15 %          | 87,15 %          | 87,15 %          | 91,80 %          | 91,80 %          | 91,80 %          | 92,6 %           | 92,6 %           | 92,6 %           | 95,0 %           | 95,0 %           | 95,0 %           | 95,8 %           | 95,8 %           | 95,8 %           |

### Gemeindevorstand
Dem Gemeindevorstand gehören neben dem Bürgermeister Roman Zehetbauer weiters der Vizebürgermeister Manuel Artner sowie die geschäftsführenden Gemeinderäte Gunther Kos (ÖVP), Oliver Krumpeck und Michael Mader an.

### Bürgermeister
Bürgermeister von Schützen am Gebirge ist Roman Zehetbauer (ÖVP), der 2013 die Nachfolge von Walter Hofherr (ÖVP) antrat. Zehetbauer wurde mit 72,22 % gewählt und erreichte damit mehr Stimmen, als seine Partei.
Bei den Wahlen 2017 und 2022 wurde er jeweils im Amt bestätigt.